# Gestacija
Gestacija je razdoblje nošenja embrija ili fetusa unutar ženki viviparnih sisavaca. Sisavci tijekom trudnoće mogu imati jednu ili više gestacija istovremeno (višestruke trudnoće). Prema izvješću o porodima u zdravstvenim ustanovama Hrvatske tijekom 2006. godine Hrvatskog zavoda za javno zdravstvo zabilježeno je 478 višestrukih trudnoća. Vremenski razmak gestacije naziva se gestacijskim periodom, a vremenska duljina koju je plod proveo u maternici razvijajući se naziva se gestacijskom dobi.

## Ljudi
Trudnoća se obično dijeli u tri razdoblja, koja su označena pojmom trimestar, svaki u trajanju od tri mjeseca. Treći trimestar počinje nakon 28 tjedana. 23. tjedan prvi je tjedan u kojem se nedonošće smatra održivim. Prije ove dobi značajni razvoji koji bi omogućili fetusu opstanak izvan maternice još se nisu zbili. Ova je raspodjela djelomično neosnovana je jer su djeca rođena prije tog razdoblja preživjela, no samo uz značajnu medicinsku pomoć.
Kod ljudi, rođenje se obično odvija u gestacijskoj dobi od 37 do 42 tjedna. Rođenje prije 37. tjedna gestacije smatra se prijevremenim, dok se rođenje nakon 25 tjedna obično smatra "održivim". Procjenjuje se kako godišnje dva milijuna novorođene djece diljem svijeta umire tijekom prva 24 sata nakon rođenja.

## Sisavci
(za ljude)

 (za ostale sisavce)
U sisavaca, trudnoća započinje kada se oplođena zigota usadi u ženkinu maternicu i završava nakon njenog izlaska iz maternice.
U tablici ispod nalazi se prosječne vrijednosti trajanja gestacijskog perioda.
| Životinja | Prosječan gestacijski period (dani) |
| --------- | ----------------------------------- |
| zečevi    | 33                                  |
| mačke     | 65                                  |
| psi       | 62                                  |
| lavovi    | 108                                 |
| svinje    | 115                                 |
| ovce      | 150                                 |
| ljudi     | 259-294                             |
| goveda    | 283                                 |
| konji     | 336                                 |
| slonovi   | 600-660                             |